# (623) Chimère
(623) Chimère est un astéroïde de la ceinture principale découvert par K. Lohnert le 22 janvier 1907, à l'observatoire de Heidelberg (Allemagne).
Il a été ainsi baptisé en référence au monstre mythologique Chimère.

## Exploration
Il est prévu que le MBR Explorer survole l'astéroïde (623) Chimère en juin 2030.